# ベビースリング

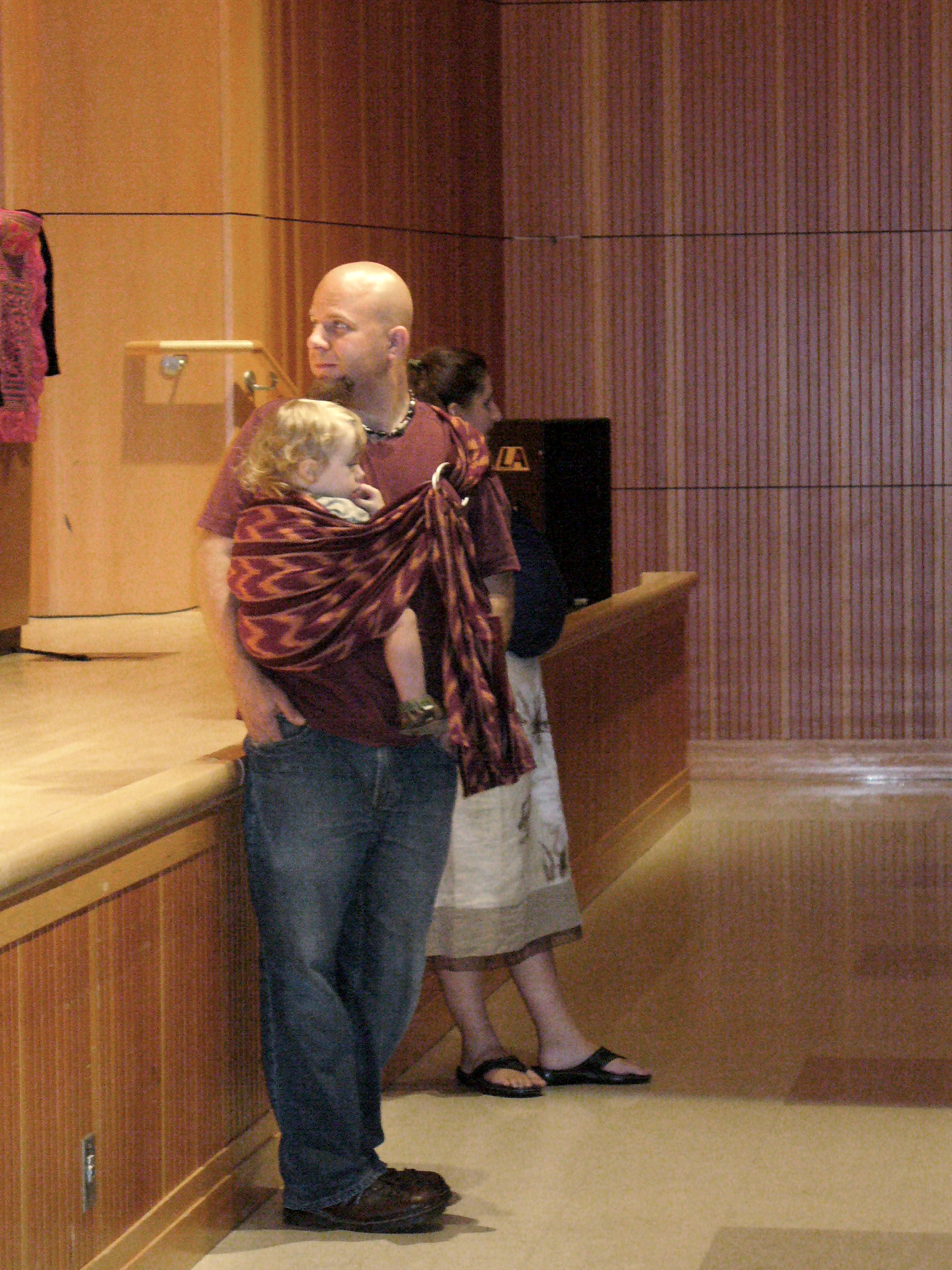
使用例

ベビースリング(Baby Sling)とは、乳幼児を手を使わずに抱いて歩行・保持するための道具で、抱っこひもの一種。幅広の布を保護者がたすきがけの要領で肩にかけ、柔らかくたわんだ部分で児を保持する。古くから使用されているが、構造が単純なこと、保護者の胸部に児を密着させて保持することで保護者と児の双方に安心感を与えると信じられていることから、近年人気が高まっている。
商業用のベビースリングは1981年に小児科医のレイナ−・ガーナ−医師が制作したリングスリングを、80年代後半にアメリカのNojo社が商品化したものが発端である。その後90年代に入ると数社のメーカーが創業した。日本では80年代後半から一部の母乳支援団体が取り扱いをしていたが、2000年に3社がインターネット上およびリアルでの販売を開始した。

## 種類

### リングスリング / Ring Sling
幅広の布をリングベルトの要領で輪にし、幅広の部分で児を保持する。リングベルトと同様、サイズの細かな調整が容易にできる。

### ポーチスリング / Baby Pouch
輪のように縫い付けられた布製の物で、堅い部品を持たない。

### ベビーラップ / Baby Wrap
2m〜6mで幅50〜70cmの布を、保護者と児がくるまれるように巻き付けたもの。1972年にドイツで製品化され、はじめはスリングのように腰抱きで使用されてきたが、布が次第に長くなり、対面抱っこやおんぶのための多様な巻き方が開発されてきた。

## 安全性

### 窒息の危険性
2010年3月、米国消費者製品安全委員会は、首のすわっていない乳幼児にベビースリングを使用する場合には十分な注意が必要であると警告を発した。骨形成の未熟な児がスリング内で首を過度に前屈することにより、気管が完全に折れ曲がって窒息する死亡事故が米国内だけで過去に14件、2009年だけでも3件起きており、ベビースリングの使用中は頸部が過度に前屈しないよう注意し、顔色が常に確認できるよう、児がスリングの中に沈んでしまわないように保護者は留意すべきとしている。
このキーワードとして【Visible & Kissable】（顔が見えて、頭部やおでこにキスができる抱っこ）を提唱し、普及に努めている。

### 発育性股関節形成不全を発症する危険性
日本ではベビースリングの安全性を検証し、正しい抱き方を普及するために2003年10月に日本ベビースリング協会が発足した。協会では日本小児股関節研究会と協議した結果、発育性股関節形成不全が多いとされる日本人の新生児にはベビースリング使用時であっても縦に抱くように使用し、大腿部を開きかつ固定しないように抱く「新生児の基本抱き」を提唱している。協会加盟メーカーを中心に2007年1月より使用方法を統一して変更している。協会加盟の製造メーカーに対しては、SGマークを取得するための強度検査と同様のものを受けさせ、SGマークと同様の品質基準であるかどうかを加盟の義務としている。加盟のベビースリングにはこの検査を受けて合格した証としてSSマーク（Safety Sling）マークを付けている。ベビースリングはSGマーク認定商品ではない。日本小児科整形学会は股関節脱臼予防のために縦抱き（コアラ抱き）を推奨している。

### その他
ベビースリングは個人でも制作することが可能である。手作りする場合は安全確保のため布の強度と縫製が重要である。
リングスリングは布幅が70センチ以上は必要であり、かつ90センチ以下におさめるのが一般的である。リングは強度が確保されているものでなければならない。アクリル製のものは使用途中で破断する事例が数多く報告されている。また布を横断するように縫い目が入っているものは、縫い目から破断する可能性がある。リングと布の厚みの関係が悪いと布がリング周辺で絡みやすくなり密着できなくなることがある。リングから垂れた布が短すぎたり長過ぎるのは危険である。
ベビーパウチは目が詰まっていて、伸びない生地がよい。布を横断するようによけいな縫い目を入れると破断する可能性がある。
ベビーラップは装着した時に布どうしをしっかりしばってあるか、密着するように装着できているかがポイントである。製造上の問題点よりユーザーの使用方法が安全を左右する。

## 商標
日本ではベビースリングは商標登録されている。権利者はアメリカのNojo社であり、日本国内では「ベビースリング」という名称を商品につけると商標違反になる。